# Échavanne
Échavanne is een gemeente in het Franse departement Haute-Saône (regio Bourgogne-Franche-Comté) en telt 201 inwoners (2011). De plaats maakt deel uit van het arrondissement Lure.
De plaats behoorde tijdens het ancien régime toe aan de abdij van Lure.

## Geografie
De oppervlakte van Échavanne bedraagt 3,2 km², de bevolkingsdichtheid is 62,8 inwoners per km².
De onderstaande kaart toont de ligging van Échavanne met de belangrijkste infrastructuur en aangrenzende gemeenten.

## Demografie
Onderstaande figuur toont het verloop van het inwonertal (bron: INSEE-tellingen).